# Walter Dejaco

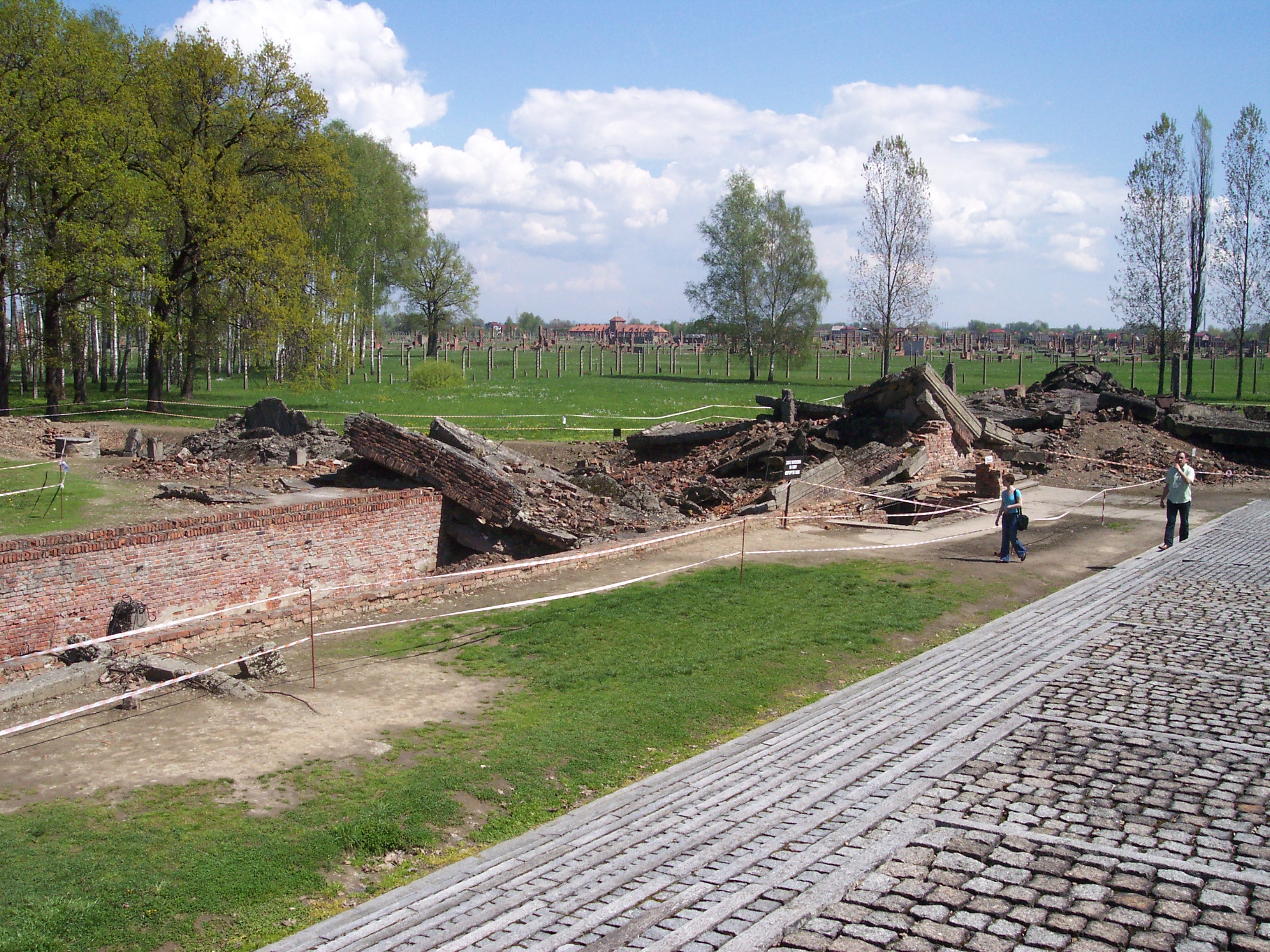
Walter Dejaco var med och designade gaskamrarna och krematorierna i Auschwitz-Birkenau. Här ses resterna efter Krematorium III.

Walter Dejaco, född 19 juni 1909 i Mühlau, död 9 januari 1978 i Reutte, var en tysk arkitekt och SS-Obersturmführer. Han var en av de arkitekter som designade gaskamrarna och krematorierna i Auschwitz-Birkenau. 

## Biografi
Dejaco blev i juli 1933 medlem i det illegala österrikiska Schutzstaffel (SS). Han arbetade för en tid som arkitekt i Garmisch-Partenkirchen och återvände till Österrike efter Anschluss i mars 1938. Kort före Tysklands fälttåg mot Polen i september 1939 inträdde Dejaco i Waffen-SS och ingick i SS-Totenkopf-Standarte 8 i Kraków. I juni 1940 blir han byggnadsofficer i Auschwitz och i september samma år knöts han till SS-Hauptamt Haushalt und Bauten i Berlin. 
År 1942 gav Reichsführer-SS Heinrich Himmler Dejaco i uppdrag att rita fem krematorier för Auschwitz-Birkenau. Dejaco samarbetade med Hans Kammler, Karl Bischoff och Fritz Ertl. Han lät även uppföra mottagningsområdet med järnvägsspår i Auschwitz I.
I januari 1972 ställdes Dejaco och Ertl inför rätta i Wien, åtalade för att ha designat de gaskammare och krematorier där hundratusentals människor utplånats. Dejaco och Ertl, som av media kallades "massmordets byggmästare", frikändes i mars 1972.